# Нунггубую
Нунггубую — австралийский язык, распространённый среди народа Нунггубую. Это основной традиционный язык, на котором говорят в общине Нумбулвар на Северной территории Этот язык классифицируется ЮНЕСКО как находящийся под серьёзной угрозой исчезновения, который используют только 272 человека по данным 2016 года.

## Фонология

### Согласные
|               | Периферийные | Периферийные | Ламинальные | Ламинальные  | Апикальные согласные | Апикальные согласные |
| Губно-губные  | Заднеязычные | Палатальные  | Зубные      | Альвеолярные | Ретрофлексные        |                      |
| ------------- | ------------ | ------------ | ----------- | ------------ | -------------------- | -------------------- |
| Носовые       | m            | ŋ            | ɲ           | n̪            | n                    | ɳ                    |
| Взрывные      | p            | k            | c           | t̪            | t                    | ʈ                    |
| Одноударные   |              |              |             |              | ɾ                    |                      |
| Боковые       |              |              |             | l̪            | l                    | ɭ                    |
| Аппроксиманты | w            | w            | j           |              |                      | ɻ                    |

### Гласные
|                  | Переднего ряда | Заднего ряда |
| ---------------- | -------------- | ------------ |
| Верхнего подъёма | i iː           | u uː         |
| Нижнего подъёма  | a aː           | a aː         |